# Инкомспорт
Инкомспорт (Ялта) — крымский футбольный клуб, представлявший город Ялту. Выступал в Премьер-лиге КФС. Основан в 2015 году. Расформирован в 2020 году. Бронзовый призёр открытого чемпионата Крыма 2017/2018.

## История
Основан в 2015 году как Авангард Ялта. Перед началом сезона 2017/2018 сменил название на Мрия-Авангард Ялта, а по ходу сезона ещё раз сменил название на «Инкомспорт-Авангард» Ялта. В сезоне 2018/2019 стала называться ПФК Инкомспорт. Наивысшим достижением в Премьер-лиге КФС является 7 место в сезоне 18/19. В сезоне 19/20 команда «Инкомспорт» заняла последнее 8 место в премьер лиге КФС и должна была вылететь в Открытый чемпионат Крыма по футболу, но из-за проблем с финансированием была ликвидирована. С третьего круга чемпионата ПЛ КФС-2024 выступает под названием ФК Инкомспорт-Заречное.

## Персонал клуба
Главный тренер — Игорь Кашперко. Он же и директор клуба. Второстепенные тренеры — Денис Голайдо, А. Садовников. Исполнительный директор клуба — Сергей Кириченко.
С февраля по май 2019 года главным тренером клуба был белорусский специалист Юрий Свирков. После его ухода тренером стал крымчанин Александр Шудрик.

## Достижения
- Бронзовый призёр Открытого чемпионата Крыма: (2017/18)
- Премьер-лига КФС : 7 место (2018/19)[4]
- Полуфиналист Кубка КФС: 2019/2020.